# Eingliederungsbeitrag
Als Eingliederungsbeitrag wurde in Deutschland die Beteiligung der Arbeitslosenversicherung an bestimmten Ausgaben des Bundes für Grundsicherungsleistungen bezeichnet. Diese Beteiligung erfolgte unter diesem Begriff in den Jahren 2008 bis 2012, in den Jahren 2005 bis 2007 fungierte in ähnlicher Weise der Aussteuerungsbetrag.

## Eingliederungsbeitrag im Detail
| Jahr | Eingliederungsbeitrag in Mio. € |
| ---- | ------------------------------- |
| 2008 | 5.000                           |
| 2009 | 4.866                           |
| 2010 | 5.256                           |
| 2011 | 4.510                           |
| 2012 | 4.227                           |

Mit dem Eingliederungsbeitrag wird die Arbeitslosenversicherung zur hälftigen Mitfinanzierung der Ausgaben des Bundes für die Leistungen zur Eingliederung in Arbeit sowie der Verwaltungsausgaben für Grundsicherungsleistungen verpflichtet. Diese Ausgaben wurden zuvor in vollem Umfang vom Bund finanziert. Rechtsgrundlage ist § 46 Abs. 4 SGB II.
Die Einnahmen des Bundes aus dem Eingliederungsbeitrag betrugen in den Jahren 2008 bis 2011 insgesamt 19.632 Mio. Euro; im Jahr 2012 sollen weitere 4.227 Mio. Euro dazukommen (siehe Tabelle).

## Kritik
Kritiker, wie beispielsweise Gewerkschaften und Arbeitgeberverbände, weisen darauf hin, dass mit dem Eingliederungsbeitrag Beitragsmittel der Arbeitslosenversicherung zweckentfremdet würden. Es sei unzulässig, die Arbeitslosenversicherung zur Finanzierung von Grundsicherungsleistungen heranzuziehen, weil die Finanzierungsverantwortung für solche Leistungen einzig beim Bund liege. Der Eingliederungsbeitrag verstoße daher gegen das Äquivalenzprinzip sowie Haushaltsgrundsätze und sei als ein versicherungsfremdes Element der Arbeitslosenversicherung anzusehen. Durch die Erhebung des Eingliederungsbeitrags falle der Beitragssatz zur Arbeitslosenversicherung um 0,55 Prozentpunkte höher aus, weshalb die Versicherten der Arbeitslosenversicherung übermäßig belastet würden.
Darüber hinaus sei der Eingliederungsbeitrag verfassungswidrig. Im August 2010 wurde eine von Gewerkschaften und Arbeitgebervertretern unterstützte Verfassungsbeschwerde vom Bundesverfassungsgericht jedoch nicht zur Entscheidung angenommen, weil sie unzulässig gewesen sei.  Eine weitere von Gewerkschaften und Arbeitgebervertretern unterstützte Klage gegen den Eingliederungsbeitrag wurde vom Bundessozialgericht im Februar 2012 abgewiesen.
Den Klägern blieb der Weg zum Bundesverfassungsgericht offen.

## Wegfall zum 1. Januar 2013
Mit dem Haushaltsgesetz 2013 ist der Eingliederungsbeitrag zum 1. Januar 2013 abgeschafft worden. Gleichzeitig wurde der Bundeszuschuss zur Arbeitslosenversicherung gestrichen.

## Nachweise
1. 1 2  Bundesregierung: Gesetz über die Feststellung des Bundeshaushaltsplans für das Haushaltsjahr 2013 (Haushaltsgesetz 2013) (PDF; 12,1 MB)
2. ↑  FAZ: Arbeitgeber klagen gegen Milliarden-Zahlungen
3. ↑  Karl-Bräuer-Institut: Problematischer Eingliederungsbeitrag (PDF; 158 kB)
4. ↑  BVerfGE: 1 BvR 2393/08, 1 BvR 2580/08, 1 BvR 2606/08
5. ↑  ad-hoc-news.de